# Félix Tisserand
François Félix Tisserand, född 13 januari 1845 i Nuits-Saint-Georges, Côte-d'Or, död 20 oktober 1896 i Paris, var en fransk astronom.
Tisserand studerade matematik vid École normale supérieure, utgick därifrån som primus 1866 samt blev 1868 docteur ès sciences mathématiques et ès sciences physiques. Efter att från 1866 ha tjänstgjort som biträdande astronom vid observatoriet i Paris och sedan 1869 som repetitör vid École des hautes études à la Sorbonne utnämndes han 1873 till direktör för observatoriet i Toulouse samt till professor i astronomi där. 
Tisserand kallades 1878 att efterträda Urbain Jean Joseph Leverrier i Académie des sciences och till ledamot av Bureau des longitudes, blev 1882 professor vid Sorbonne i rationell mekanik, 1883 professor i celest mekanik och 1892 direktor för observatoriet i Paris. Han företog i vetenskapligt ändamål flera resor, till exempel för iakttagande av de båda Venuspassagerna 1874 (till Japan) och 1882 (till Martinique).
Tisserands talrika vetenskapliga arbeten rör sig mest på den celesta mekanikens område och behandlar teorin för perturbationsberäkningar, planetsystemets stabilitet, planetmassorna, rörelserna inom månsystemen samt frågan om kometers indragning i solsystemet genom planeters inverkan. Han uppsatte 1884 tillsammans med Amédée Mouchez tidskriften "Bulletin astronomique" och var från 1892 ledamot av svenska Vetenskapsakademien.
Asteroiden 3663 Tisserand är uppkallad efter honom.